# Gabriele Ferretti
Gabriele Ferretti (ur. 31 stycznia 1795 w Ankonie, zm. 13 września 1860 w Rzymie) – włoski kardynał.

## Życiorys
Był synem hrabiego Liverotto Ferrettiego i Flavii Sperell. Studiował w Parmie, Sienie i Rzymie gdzie uzyskał stopień doktora teologii we wrześniu 1818. 1 czerwca 1817 przyjął święcenia kapłańskie i był kanonikiem bazyliki laterańskiej. 21 maja 1827 został wybrany biskupem Rieti, a sześć dni później przyjął sakrę. 29 lipca 1833 został wybrany arcybiskupem tytularnym Seleucji, a dzień później nuncjuszem w Sycylii. 19 maja 1837 został mianowany biskupem Montefiascone, lecz już 2 października przeniesiono go do arcybiskupstwa Fermo.
30 listopada 1838 został kreowany kardynałem in pectore. Jego nominację ogłoszono 8 lipca 1839 i nadano mu kościół tytularny Ss. Quirico e Giulitta. Po trzech latach, 12 stycznia 1842 zrezygnował z archidiecezji Fermo. Wkrótce potem rozpoczął pracę w Kurii Rzymskiej i 14 marca 1843 został prefektem Kongregacji ds. Odpustów i Świętych Relikwii. Od 17 lipca do 31 grudnia 1847 pełnił rolę sekretarza stanu, a od 18 marca 1852 został Wielkim Penitencjariuszem i pełnił tę rolę do śmierci. 12 września 1853 został podniesiony do rangi kardynała biskupa i otrzymał diecezję suburbikarną Sabiny. Od kwietnia 1854 przez roczną kadencję pełnił rolę kamerlinga Kolegium Kardynałów.